# Лемма Гензеля
Лемма Гензеля — результат в модульной арифметике, утверждающий, что если алгебраическое уравнение имеет простой корень по модулю простого числа {\displaystyle p}, то данному корню однозначно соответствует корень того же уравнения, взятого по модулю {\displaystyle p^{k}}, который может быть найден итеративным подъёмом по степеням {\displaystyle p}. Названа в честь Курта Гензеля. В более общем случае, лемма Гензеля также используется как обоснование для аналогов метода Ньютона в полных коммутативных кольцах (в частности, в p-адических числах).

## Формулировка
Существует множество эквивалентных формулировок леммы Гензеля.

### Общая формулировка
Пусть {\displaystyle K} — поле, полное относительно дискретного нормирования {\displaystyle v}, а {\displaystyle {\mathcal {O}}_{K}} — кольцо целых поля {\displaystyle K} (то есть, элементов с неотрицательным нормированием). Пусть {\displaystyle \pi \in K} — некоторый элемент {\displaystyle K}, такой что {\displaystyle v(\pi )=1}, обозначим соответствующее ему поле вычетов как {\displaystyle k={\mathcal {O}}_{K}/\pi }. Пусть {\displaystyle f(X)\in {\mathcal {O}}_{K}[X]} — некоторый многочлен с коэффициентами из {\displaystyle {\mathcal {O}}_{K}}. Если у редуцированного многочлена {\displaystyle {\overline {f}}(X)\in k[X]} есть простой корень (то есть, существует {\displaystyle k_{0}\in k} такой что {\displaystyle {\overline {f}}(k_{0})=0} и {\displaystyle {\overline {f'}}(k_{0})\neq 0}), то существует единственный {\displaystyle a\in {\mathcal {O}}_{K}}, такой что {\displaystyle f(a)=0} и {\displaystyle {\overline {a}}=k_{0}}.

### Альтернативная формулировка
В менее общем виде лемма формулируется следующим образом: пусть {\displaystyle f(x)} — многочлен с целыми (или p-адическими целыми) коэффициентами. Пусть также {\displaystyle m} и {\displaystyle k} — целые числа, такие что {\displaystyle 0<m\leq k}. Если {\displaystyle r} — целое число, такое что
{\displaystyle f(r)\equiv 0{\pmod {p^{k}}}\quad {\text{и}}\quad f'(r)\not \equiv 0{\pmod {p}},}
то существует целое число {\displaystyle s}, такое что
{\displaystyle f(s)\equiv 0{\pmod {p^{k+m}}}\quad {\text{и}}\quad r\equiv s{\pmod {p^{k}}}.}
Более того, число {\displaystyle s} определено однозначно по модулю {\displaystyle p^{k+m}} и может быть выражено в явном виде как
{\displaystyle s=r-f(r)\cdot a,}
где {\displaystyle a} — целое число, такое что
{\displaystyle a\equiv [f'(r)]^{-1}{\pmod {p^{m}}}.}
Следует заметить, что, в силу {\displaystyle f(r)\equiv 0{\pmod {p^{k}}}}, также выполнено условие {\displaystyle s\equiv r{\pmod {p^{k}}}}.

## Пример
Рассмотрим уравнение {\displaystyle x^{2}\equiv x{\pmod {10^{k}}}}, определяющее автоморфные числа длины {\displaystyle k} в десятичной системе счисления. Его можно рассматривать в виде эквивалентной системы двух уравнений по модулю степеней простых чисел:
{\displaystyle {\begin{cases}x^{2}\equiv x{\pmod {2^{k}}},\\x^{2}\equiv x{\pmod {5^{k}}}\end{cases}}}
При {\displaystyle k=1} решениями уравнения являются числа, заканчивающиеся на {\displaystyle 0}, {\displaystyle 1}, {\displaystyle 5} или {\displaystyle 6}. Чтобы получить решения для больших {\displaystyle k}, можно воспользоваться леммой Гензеля, считая, что {\displaystyle f(x)=x^{2}-x}.
По приведённым выше формулам, переход от {\displaystyle p^{k}} к {\displaystyle p^{k+m}} для {\displaystyle m\leq k} будет иметь следующий вид:
{\textstyle s=r-(r^{2}-r)\cdot (2r-1)^{-1}={\frac {r^{2}}{2r-1}}{\pmod {p^{k+m}}}.}